# 拔悉蜜汗国
拔悉蜜汗国，又写作“拔悉密汗国”，是拔悉密人于742年建立的古代国家。天宝元年（公元742年），回纥辅助拔悉蜜击杀东突厥乌苏米施可汗，东突厥汗国灭亡。拔悉蜜首领自立为颉跌伊施可汗，建立拔悉蜜汗国，回纥首领骨力裴罗被任命为左叶护。骨力裴罗遣使入贡，唐玄宗册封他为“奉义王”，这是唐朝对回纥首领的首次册封。两年后，拔悉蜜汗国被骨力裴罗所领导的部队所击灭，颉跌伊施可汗被杀。